# Клинково (Ленінградська область)
Клинково (рос. Клинково) — присілок у Кіриському районі Ленінградської області Російської Федерації.
Населення становить 27 осіб. Належить до муніципального утворення Будогощенське міське поселення.

## Історія
Згідно із законом від 1 вересня 2004 року № 49-оз органом  місцевого самоврядування є Будогощенське міське поселення.

## Населення
| 1879 | 1885 | 1907 | 1939 | 1960 | 1997 | 2002 |
| ---- | ---- | ---- | ---- | ---- | ---- | ---- |
| 371  | ↘355 | ↗541 | ↘458 | ↘94  | ↘35  | ↗46  |
| 2007 | 2010 | 2017 |      |      |      |      |
| ↘26  | ↗53  | ↘27  |      |      |      |      |